# Ďurková
Ďurková (hongrois : Györkvágása) est un village de Slovaquie situé dans la région de Prešov.

## Histoire
Première mention écrite du village en 1427.

## Démographie

### Évolution de la population
| Année:               | 1994. | 2004.   | 2014.    | 2024.   |
| -------------------- | ----- | ------- | -------- | ------- |
| Nombre de personnes: | 262   | 276     | 239      | 219     |
| Différence:          |       | +5,34 % | -13,40 % | -8,36 % |

| Année:               | 2023. | 2024.   |
| -------------------- | ----- | ------- |
| Nombre de personnes: | 222   | 219     |
| Différence:          |       | -1,35 % |